# Pilatus PC-6
El Pilatus PC-6 Porter és una avió utilitari monomotor amb capacitat STOL (enlairament i aterratge curt) dissenyat per la companyia suïssa Pilatus Aircraft. El primer vol va ser el 1959, les primeres versions del PC-6 utilitzaven motors de pistó mentre que les versions posteriors es basen en una turbohèlice. També ha estat produït sota llicència per Fairchild Aircraft als Estats Units d'Amèrica.

## Construcció
El PC-6 és un avió lleuger monoplà d'ala alta de construcció completament metàl·lica i perfil alar NACA 64-514. El casc està fet d'una construcció semi-monocasc i el travesser de l'ala té una profunditat constant d'1,90 m, sense comptar les superfícies d'hipersustentació i l'equip de desglaç. El tren d'aterratge principal i el de cua no són retràctils, també pot anar equipat amb uns esquís o flotadors.
La capacitat de transport és d'11 persones o dues lliteres i dos professionals mèdics o càrregues de fins a 1.100 kg. A part de càrrega i passatgers a la cabina també es pot instal·lar opcionalment un tanc de 800 litres per la lluita contra incendis. Per a reconeixement aeri es poden instal·lar càmeres verticals i obliqües. Un altre equipament possible és un torn d'arrossegament, amb 1.500 m de cable.
Per vols de llarga distància és possible equipar dos tancs externs de 238 litres cadascun (un sota cada ala).

## Variants

### Porter
PC-6 "Porter"Sortida del model amb un motor de pistons Lycoming Avco de 254 kW (340 CV)
PC-6/340Model base amb motor de 250 kW Lycoming. FAA certificació de tipus, el 9 de novembre de 1961.
PC-6/350amb 257 kW del motor Lycoming. Certificació de la FAA de tipus el 12 Setembre de 1962.

### Turbo-Porter
PC-6 / Amodel base amb una turbohèlice Turbomeca Astazou-IIE o IIG de 385 kW. Certificació de la FAA el 27 Novembre de 1962.
PC-6/A1
PC-6/A2
PC-6/AX-H2equipat amb la turbohèlice Turbomeca Astazou X de 463 kW.
PC-6/Bequipat amb la turbohèlice Pratt & Whitney PT6A-27 de 404 kW.
PC-6/B1equipat amb una turbohèlice Pratt & Whitney PT6A-20
PC-6B2-H2equipat amb una turbohèlice Pratt & Whitney PT6A-27 de 507 kW.
PC-6/Cprototip de Fairchild, equipat amb una turbohèlice de Garrett TPE-331-25D de 423 kW.
PC-6/C1equipat amb una turbohèlice Garrett TPE 331-1-100 de 429 kW.
PC-6/C2-H2equipat amb una Garrett TPE 331-101F de 485 kW.
AU-23A Peacemakerversió armada, produïda sota llicència per Fairchild.
UV-20A Chiricahuavariant de connexió, no armada, de l'Exèrcit dels EUA.
PC-6/D-H3 PorterPrototip amb un motor de pistons amb turbo Lycoming de 373 kW.

## Operadors

### Operadors militars
- Algèria, 2
- Angola, 1
- Argentina, 10
- Àustria, 13 (1 estavellat)
- Bolívia, 2
- Txad, 2
- Colòmbia, 7
- Equador, 6
- França (Exèrcit de l'aire francès), 5
- Iran, 15
- Israel, 2
- Mèxic, 4
- Perú, 13
- Suïssa, 19 (dels quals 15 encara en funcions militars)
- Tailàndia, 58

### Antics operadors
- Austràlia, 19
- Suècia, 1
- Eslovènia, 2
- Estats Units (United States Air Force), 18
- Estats Units (Air America), 18

## Especificacions

Dades de Jane's All The World's Aircraft 1993–1994
Característiques generals
- Tripulació: un pilot
- Capacitat: fins a 10 passatgers
- Càrrega útil: 1.130 kg
- Longitud: 11,00 m
- Envergadura: 15,87 m
- Alçada: 3,20 m
- Superfície de l'ala 30,15 m²
- Perfil: NACA 64-514
- Relació d'aspecte: 8,4:1
- Pes buit: 1.270 kg
- Pes màxim d'enlairament: 2.800 kg
- Motors: 1×  turbohèlice Pratt & Whitney Canada PT6A-27, 410 kW

 Rendiment 
- Velocitat màxima absoluta : 280 km/h (151 nusos)
- Velocitat màxima: 232 km/h[3] (125 nusos)
- Velocitat de creuer: 213 km/h at 3.050 m (10.000 peus)
- Velocitat d'entrada en pèrdua: 96 km/h  (flaps abaixats, motor apagat)
- Abast: 730 km  amb càrrega màxima
- Abast en trasllat: 1.612 km  amb combustible intern i alar màxim
- Sostre de servei: 8.197 m
- Ràtio d'ascens: 4,8 m/s

## Cultura popular
En els simuladors de vol existeixen una o més variants del Pilatus PC-6, com el simulador de vol de codi obert FlightGear, així com en el sector comercial.